# История Керчи

Герб малый

История Керчи — история города Керчи с древнейших времен до нашего времени.

## История

### Средние века

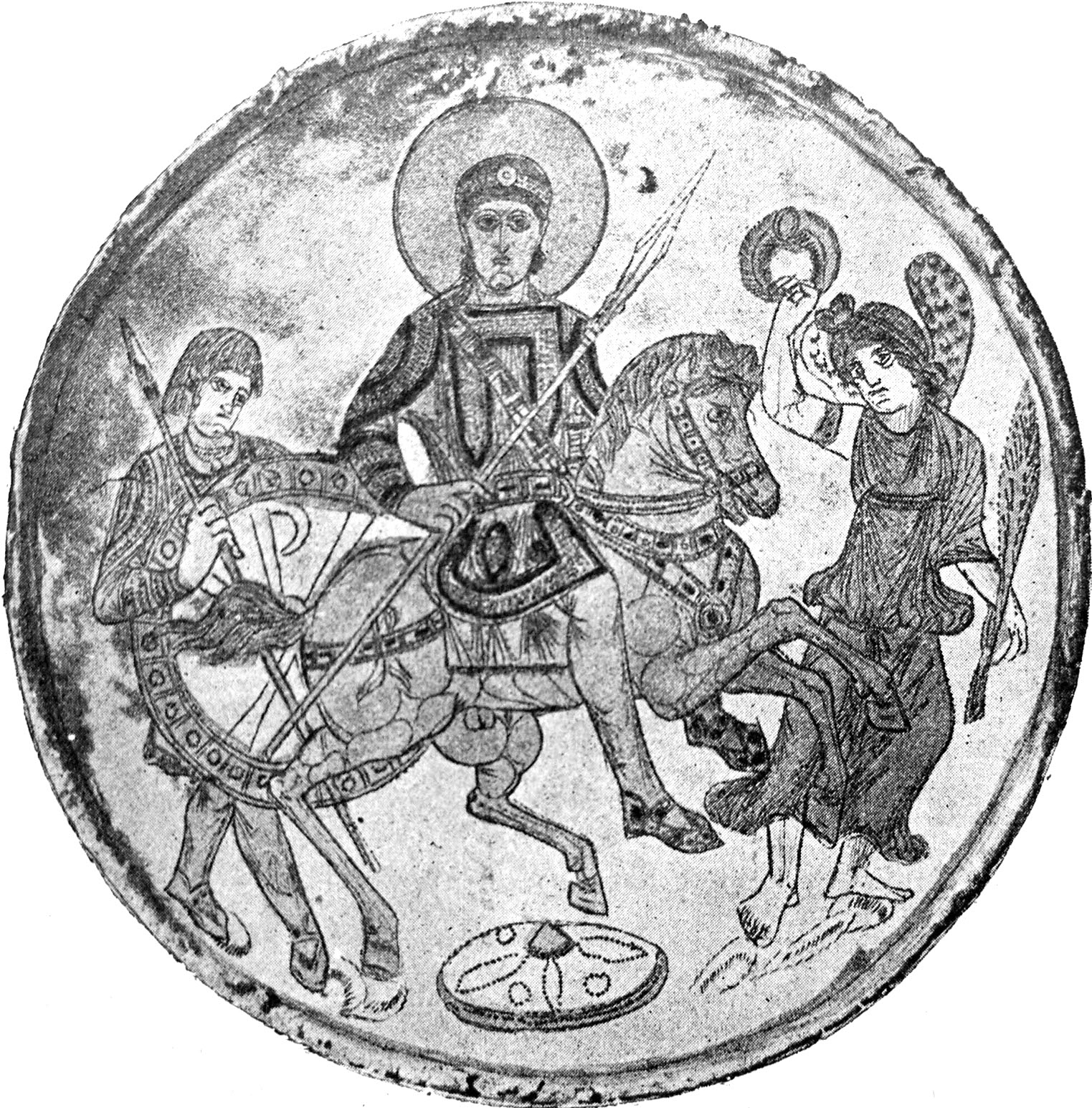
Керченский миссорий, IV век, серебро. Фотография из книги Людвига фон Зибела Christliche Antike, вып. 2, Марбург, 1909.

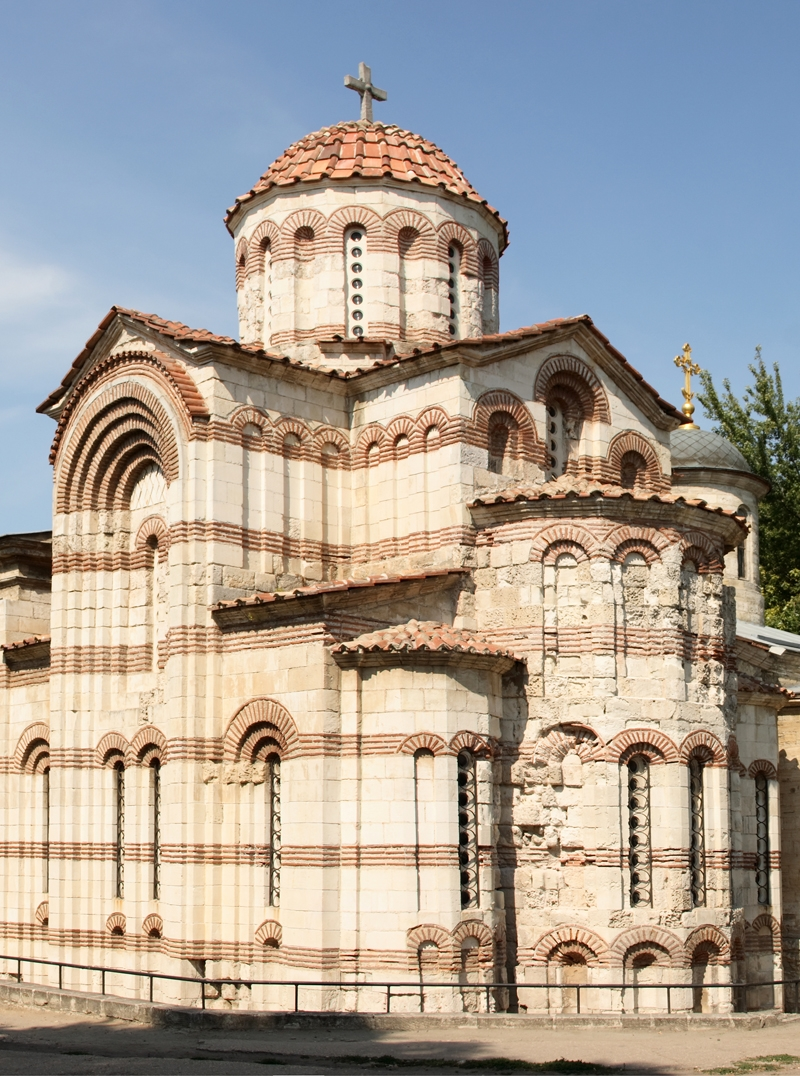
Византийская часть собора Иоанна Предтечи в Керчи (VII—XIX века)

В VI веке город находился под властью Римской (Византийской) империи. По решению императора Юстиниана I сюда был направлен гарнизон и началось строительство крепости, получившей название Боспор. Город с IV века становится центром епархии, и культура местного населения развивается под влиянием греческого православия.
В 576 году Крым присоединяет Тюркский Каганат.
В VIII веке Крым попадает в сферу влияния Хазарского каганата. Боспор получает тюркское название Карша, или Чарша, что в переводе с тюркского означает рынок.
К IX—X векам хозяевами Северного Причерноморья стали русы. С образованием Тмутараканского княжества город, названный Корчевом, играл важную роль как морские ворота Киевской Руси. В XII веке древнерусский Корчев завоевывают половцы, и вскоре он вернулся в сферу влияния Византии, но славянское население продолжало жить в городе и позже, до монгольского нашествия. В XIII веке Крымом, в том числе и Корчевом, завладели тюрки (впоследствии получившие собирательное название «татары»).
В 1318 году город вошёл в состав Генуэзских колоний в Северном Причерноморье, центром которых была Каффа. При генуэзском правлении город, который они называли Черкио и Воспоро, являлся крупным морским портом. Население занималось соляным и рыбным промыслами, власть принадлежала консулу, который подчинялся правительству в Каффе.
В 1475 году город перешёл к Османской империи. При османах Керчь неоднократно подвергалась набегам со стороны запорожских казаков. В начале XVIII века, в ответ на усиление военной мощи России на Азовском море, турки построили на Керченском проливе крепость Ени-Кале.

### Новое время

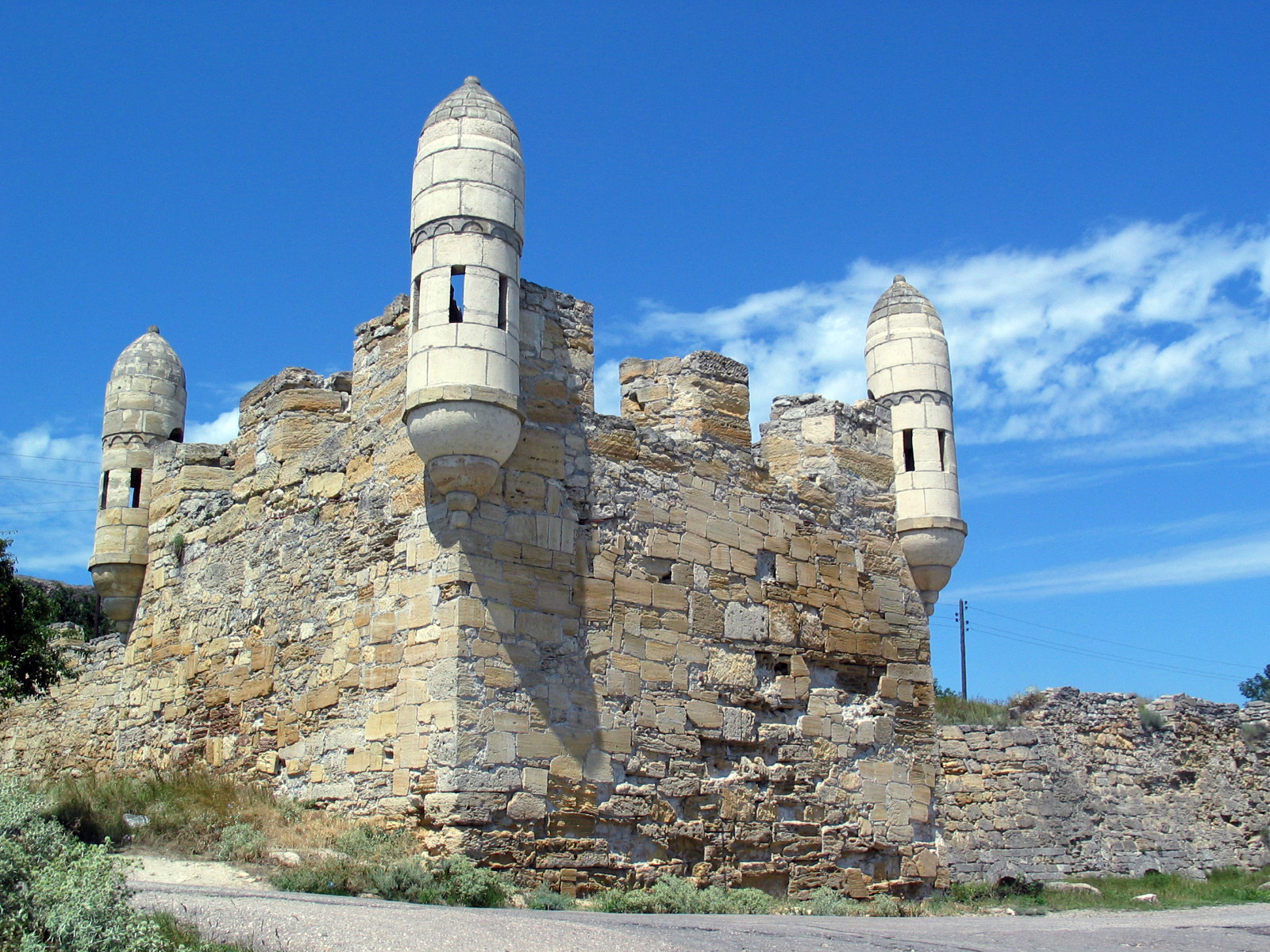
Крепость Ени-Кале. XVII в.

После Русско-турецкой войны по Кучук-Кайнарджийскому договору 1774 года Керчь и крепость Ени-Кале были переданы России.
В состав Таврической губернии Керчь вошла в 1783 году. Население города состояло из греков, русских, украинцев, итальянцев и армян. В 1790 году в Керченском проливе произошёл бой, в котором русский флот под командованием адмирала Фёдора Ушакова одержал победу над турками.
По ведомостям Новороссийской казённой палаты, составленным в 1802, в Керчь-Еникальском посаде и в крепости числилось всего 249 жителей.
В 1821 году Керчь и Ени-Кале выделили в особую административную единицу — Керчь-Еникальское градоначальство. С этого времени город начинает благоустраиваться — проложено шоссе с тротуарами, соединившее город с Ени-Кале, главные улицы освещались фонарями, открыт государственный музей древностей и уездное училище, которое готовило счетоводов и делопроизводителей. К 1830 году в Керчи насчитывалось 24 рыболовных предприятия, возросло значение Керченского порта. В начале 80-х годов XVIII века русский путешественник Василий Фёдорович Зуев открыл на Керченском полуострове месторождения железной руды. По сообщению инженеров Гурьева и Воскобойникова, проводивших исследование месторождения в 30-х годах XIX века, это месторождение «есть самое богатейшее во всей Южной России». В 1846 году на базе месторождения железной руды начал работу чугуноплавильный завод. К середине XIX века население Керчи составляло 13,6 тысяч жителей.

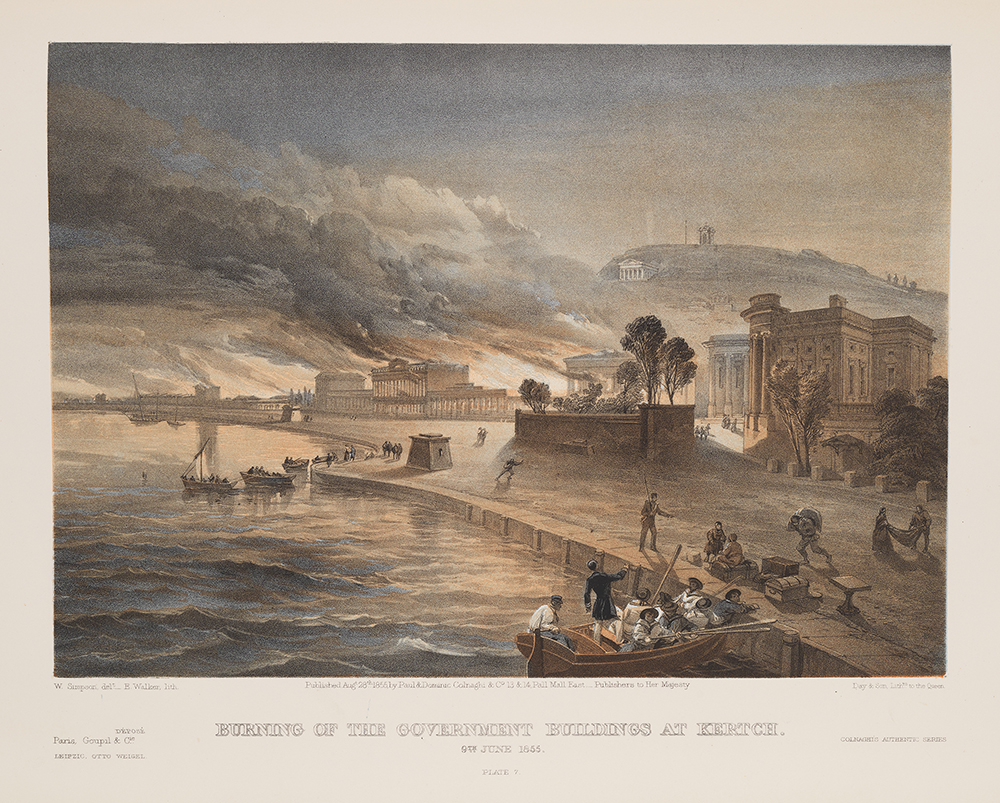
Пожар в казённых зданиях в Керчи 9 июня 1855 года. Гравюра Уильяма Симпсона.

12 (24) мая 1855 года англо-французский флот из 57 кораблей, 11 плавбатарей и нескольких десятков мелких судов вошел в Керченский пролив. На его борту находилось 16-тысячное войско. Противник занял Керчь. Русские силы в восточной части Крыма под командованием генерала Карла Врангеля (около 10 тыс. чел.), растянутые по побережью, не оказали десантникам никакого сопротивления. В 1855 году во время Крымской войны английские войска разрушили и разграбили город. Доменная печь была взорвана, а оборудование железноплавильного завода погрузили на судно и вывезли в Англию. Вывезены античные находки. Были сожжены казённые и частные дома.

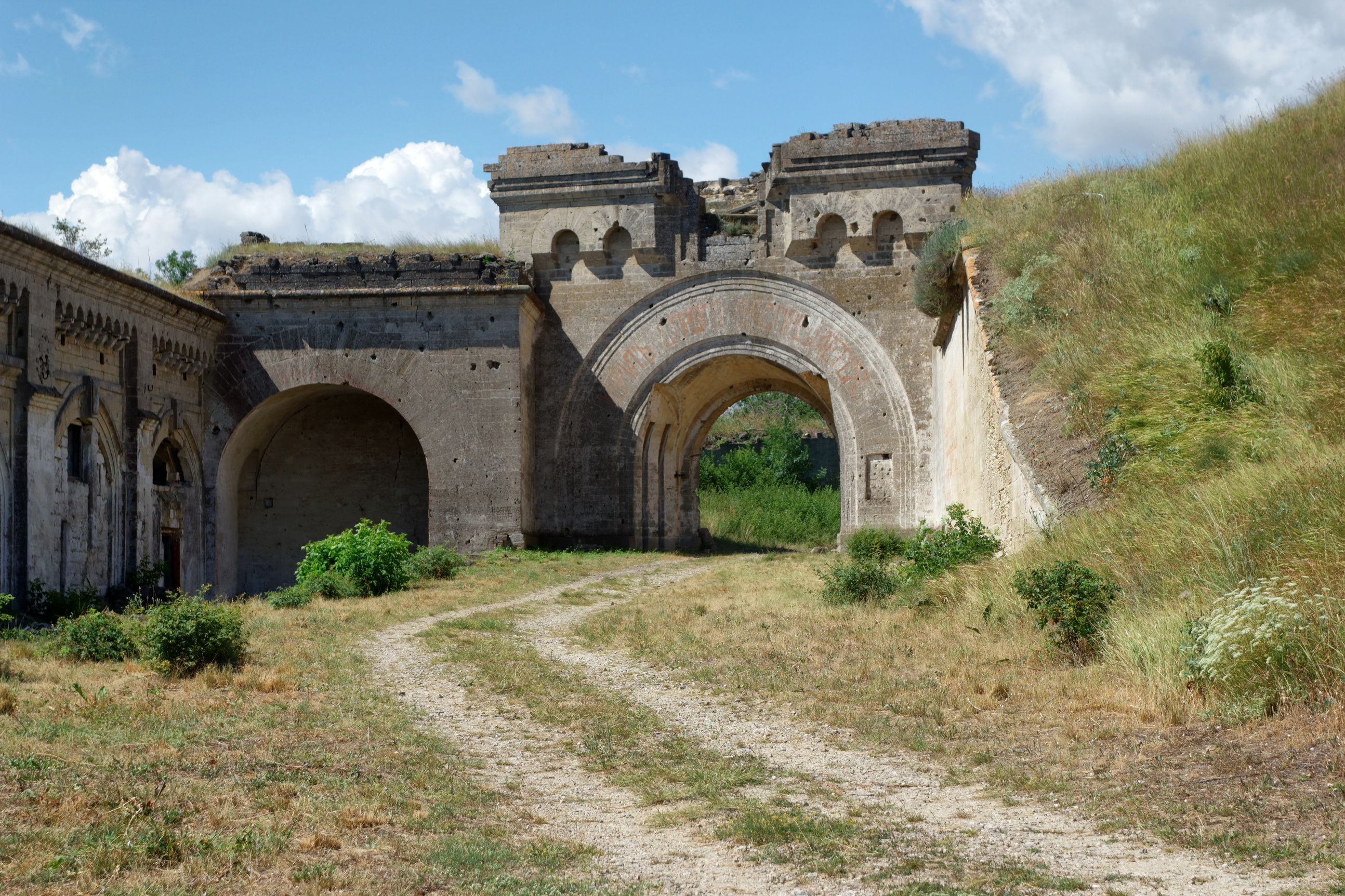
Крепость Керчь, ворота форта Тотлебен

По результатам Парижского мирного договора Россия лишалась флота на Чёрном море. Для обороны Керченского пролива под руководством Э. И. Тотлебена с 1856 и вплоть до 1872 год была сооружена мощная Керченская крепость.
Во второй половине XIX века в Керчи построены механический и цементный заводы, открыты консервная фабрика Петерса и Жуковского (1873) и табачная фабрика Константика Месаксуди (1867), проведены работы по углублению и расширению фарватера Керченского пролива.
По данным переписи населения Российской империи 1897 года в Керчи насчитывалось 31383 жителя (для сравнения в Санкте-Петербурге 1264,9; в Москве 1038,6; в Одессе — 403,8; в Киеве — 247,7 тыс. жителей).
Распределение жителей городов Таврической губернии по родному языку,
по данным той же переписи:
- Русский — 49,1 %;
- Татарский — 17,2 %;
- Еврейский — 11,8 %;
- Украинский — 10,4 %;
- Греческий — 3,5 %;
- Армянский — 2,2 %;
- Немецкий — 1,5 %.

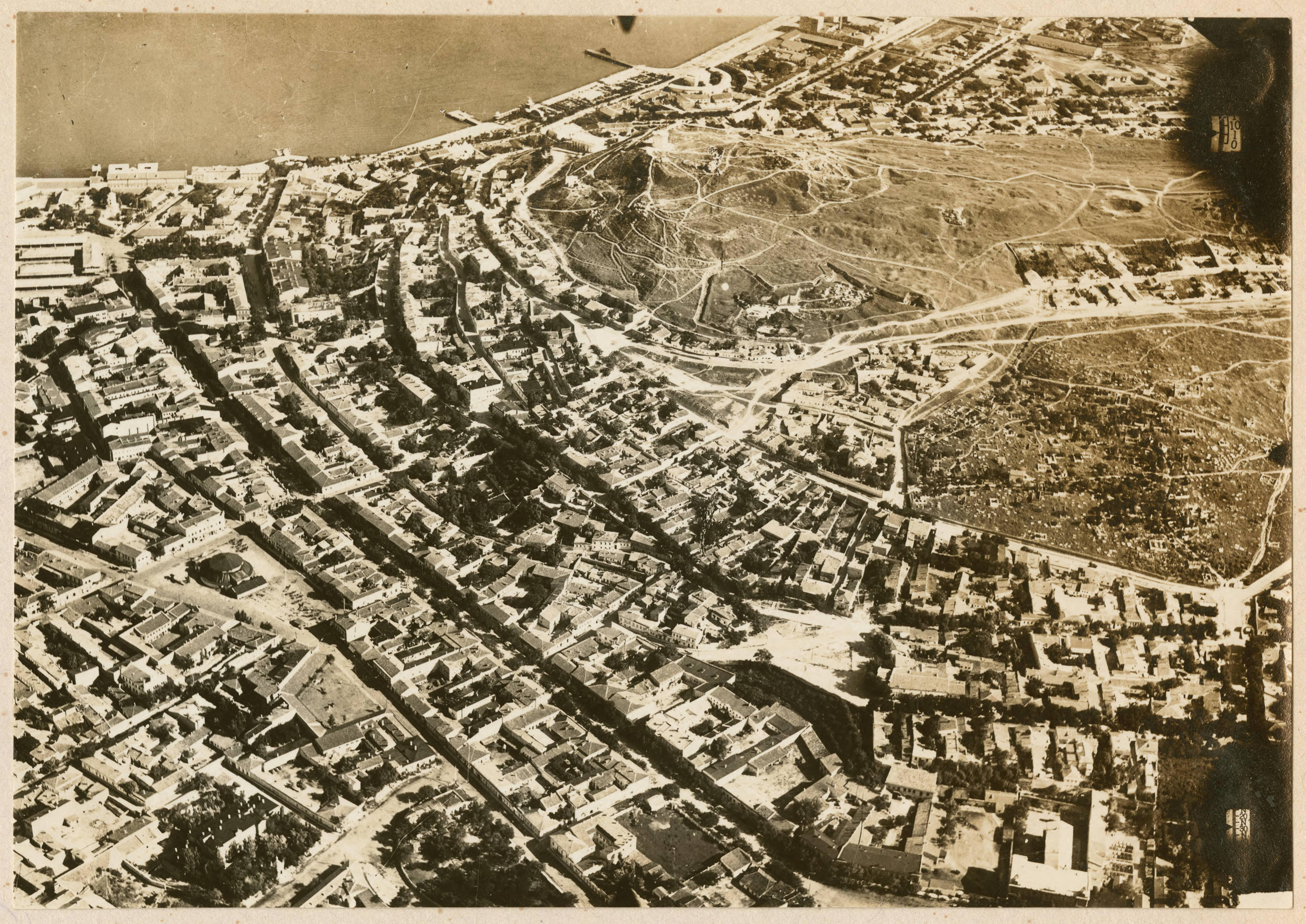
Центр Керчи с воздуха, 1918 год. Фото немецкого оккупационного Feldflieger-Abteilung 27

Распределение по вероисповеданию по данным той же переписи:
- Православные и единоверцы — 62,3 %;
- Магометане — 14,6 %;
- Иудеи — 13,6 % (конкретно в Керчи 10 %, подробнее );
- Римско-католики — 3,2 %;
- Караимы — 2 %;
- Армяно-григориане — 1,8 %.

Керчь выделялась среди других крымских городов сравнительно высоким числом рабочих, которое достигало 2590 человек.
В городе в начале XX-века было две гимназии (мужская и женская), мореходное училище каботажного плавания
и девичий институт, основанный купцом Кушниковым. Школ, даже начальных, не хватало, и в приёме детей могли
отказать из-за отсутствия мест. В городе была общественная библиотека,
театр и английский клуб. Водопровода в то время ещё не было, и жители пользовались водой из колодцев.
В 1900 году начал давать продукцию металлургический завод, в Керчь проведена железная дорога, население города составляло более 33 тыс. человек.
Электричество в некоторых домах города появилось в 1910.
В 1913 в Керчи начал действовать морской порт.
После упадка, вызванного Первой мировой и Гражданской войнами, город возобновил свой рост. К 1939 году население города достигло 104 500 человек.

### Керчь в годы Великой Отечественной войны

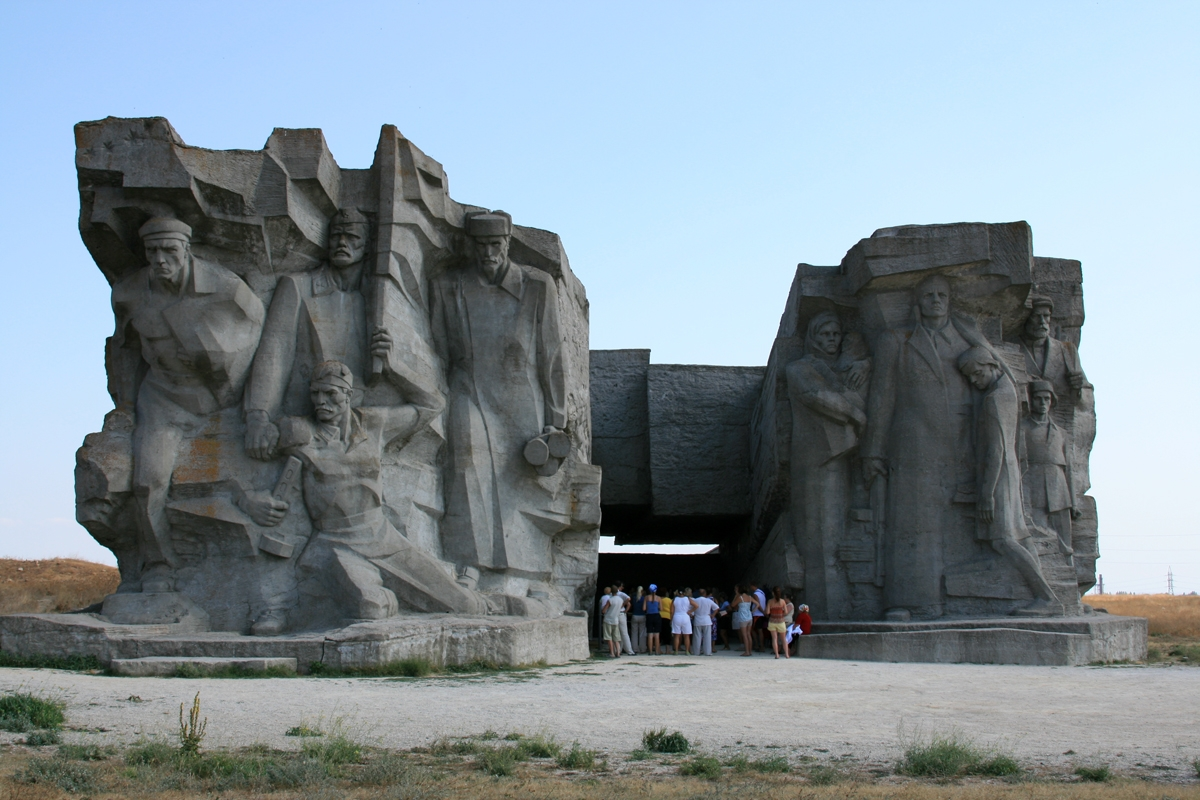
Композиция над музеем обороны Аджимушкайских каменоломен

В годы Великой Отечественной войны Керчь стала ареной жестоких сражений между советскими и германскими войсками. Линия фронта четырежды проходила через Керчь. После ожесточённых боёв в ноябре 1941 года немцы захватили город. Первый раз город был освобожден 30 декабря 1941 года в ходе Керченско-Феодосийской десантной операции. После отступления советских войск в мае 1942, часть советских воинов вместе с местными жителями (включая детей и стариков) укрылись в Аджимушкайских каменоломнях, где они успешно сражались более полугода. При этом немцы полностью отрезали их от воды и травили газами. Для добычи воды были созданы отряды, которые в буквальном смысле высасывали воду из камня, и она шла в первую очередь раненым и для пулеметов. После войны в Аджимушкае был открыт музей.

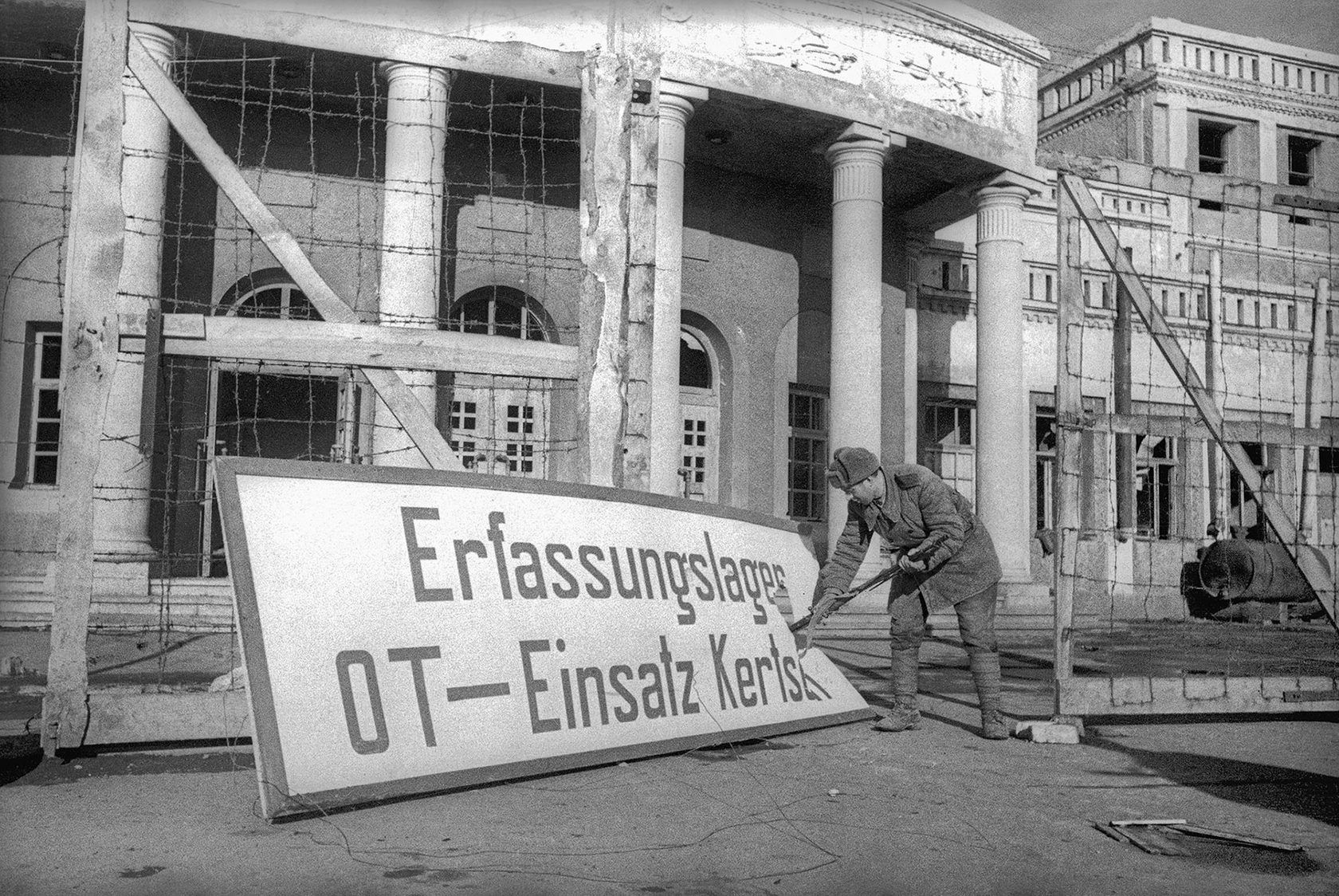
Бойцы 2-й гвардейской Таманской дивизии срывают фашистскую вывеску с клуба им. Энгельса в Керчи, где располагался концлагерь, фото Е. Халдей

31 октября 1943 года советские войска начали переправу через Керченский пролив в ходе Керченско-Эльтигенской десантной операции. Рядом с городом был занят Керченский плацдарм, линия фронта проходила по его окраинам. В январе 1944 года катерами Азовской военной флотилии был высажен десант в Керченском порту, в ходе которого была освобождена часть города, но из-за неудачи наступления на плацдарме занятые десантом позиции пришлось оставить. 11 апреля 1944 года Керчь была окончательно освобождена. О тяжести и ожесточенности боев при обороне и освобождении Керчи свидетельствует тот факт, что за эти бои 146 человек были удостоены высокого звания Героя Советского Союза, а 21 воинская часть и соединение были удостоены почетного звания «Керченские».
За время войны численность населения города сократилась с 70 тыс. до 6,5 тыс. человек.
- 14 сентября 1973 года Керчи было присвоено звание «город-герой».

Обелиск Славы на горе Митридат открыт 8 августа 1944 г. Это первый монументальный памятник, посвященный событиям Великой Отечественной войны на территории СССР.

### Археология

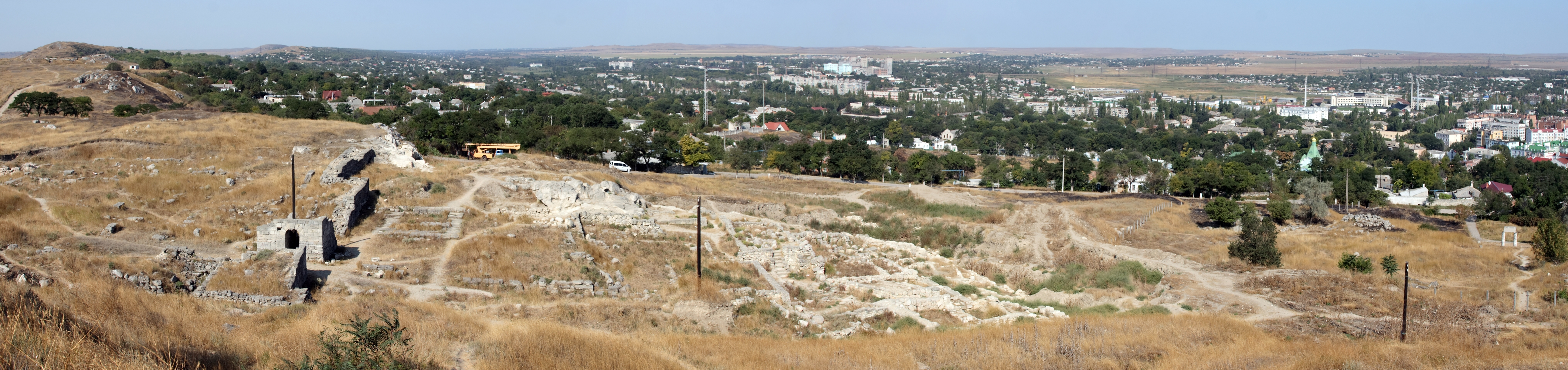
Раскопки античного полиса Пантикапей на горе Митридат

Планомерные раскопки в Керчи начались с 30-х годов XIX века. В 1872 году при раскопках в районе крепости Ени-Кале была найдена свинцовая печать Ратибора, наместника Великого князя Киевского Всеволода в Тмутаракани, а при раскопках 1912 года обнаружена печать Феофании Музалон, византийской патрицианки, жены князя Олега Святославича.
В черте города находятся несколько курганов — погребальных сооружений под высокой искусственной насыпью. Регулярно проводятся археологические работы на горе Митридат, на вершине которой в V веке до н. э. — III веке н. э. располагался акрополь Пантикапея. Античные городища Тиритака, Нимфей, Китей, Артезиан и Порфмий также подвергаются систематическим раскопкам. Несколько древних городов периода Боспорского царства были обнаружены на Азовском побережье Керченского полуострова, однако к настоящему времени они недостаточно изучены.
Керчь включена в международную программу ЮНЕСКО «Шелковый путь».